# Westenwindgordels

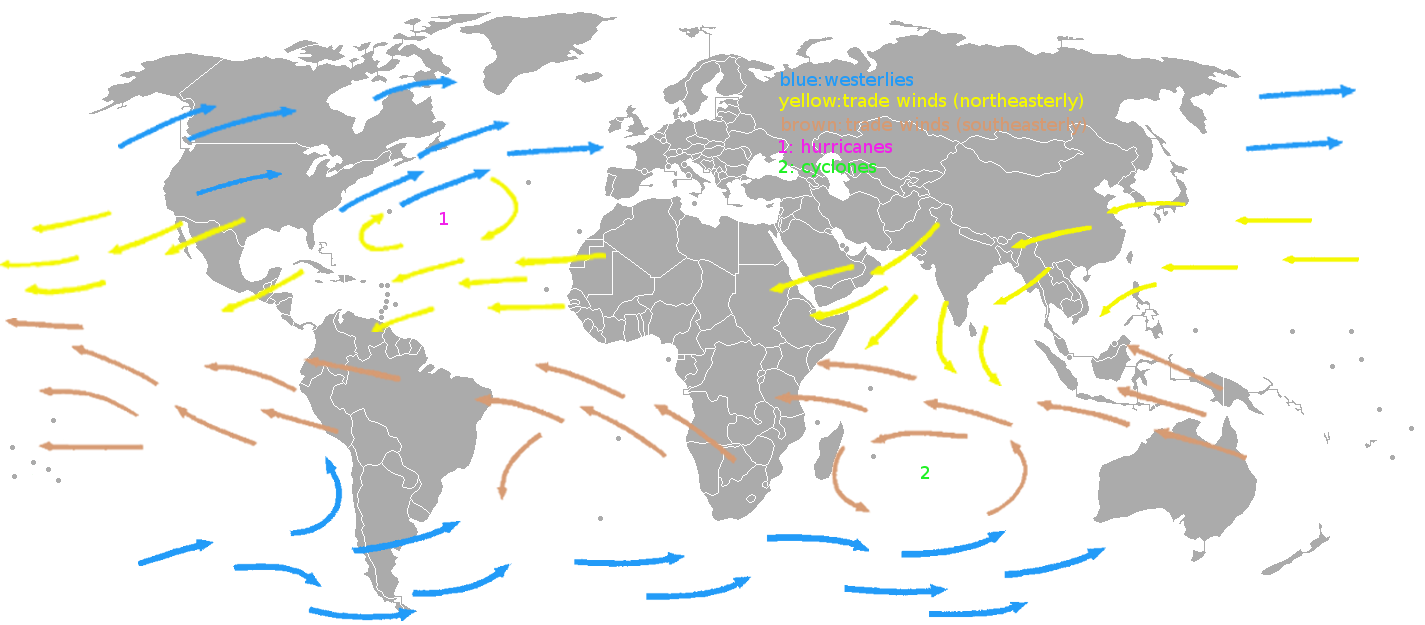
De westenwinden in het blauw en de passaatwinden in het geel en bruin.

De westenwindgordels zijn de doorstaande winden die gemiddeld tussen 30° en 65° breedte liggen. Ondanks de naam is de bestendigheid in vergelijking met de passaten en moessons betrekkelijk klein en ligt in de orde van 40 tot 50%. Vooral aan de poolzijden zijn de begrenzingen aan sterke schommelingen onderhevig.
De westenwinden ontstaan door de lagedrukgebieden van de westcirculatie. Deze frontale depressies hebben op het noordelijk halfrond een klimatologisch minimum in het IJslandlaag op de Atlantische Oceaan en het Aleoetenlaag op de Grote Oceaan. Op het zuidelijk halfrond ligt er een circumpolaire gordel van lage druk tussen 40° en 65° breedte.
De frontale depressies hebben een grote invloed op het weer in de westenwindgordels, waar dan ook een hoge bedekkingsgraad is met veel neerslag en storm. Het zuidelijk halfrond bestaat op deze breedten praktisch geheel uit oceaan, zodat de wind hier meer doorstaat. Het weer kan daardoor zo vaak zo slecht zijn,
dat het gebied tussen 40° en 50°Z wel de Roaring Forties wordt genoemd en het gebied van 50° tot 60° wel de Furious Fifties. In de Zuidelijke Oceaan komt het tussen april en oktober zelden voor dat het er langer dan een dag of zeven goed weer is. De krachtige doorstaande winden veroorzaken daar de westenwinddrift.
Het weer in de westenwindgordels is bijzonder veranderlijk met grote afwijkingen van het klimatologisch gemiddelde. Vrijwel alle wolkengeslachten komen geregeld voor. Vooral op het noordelijk halfrond is het verschil tussen de oost- en westkust van de oceanen opvallend. In de Atlantische Oceaan is dit verschil nog groter dan in de Grote Oceaan. De westelijke winden voeren in West-Europa zachte, vochtige oceaanlucht aan van boven de Golfstroom. Aan de Amerikaanse kust wordt echter vooral koude continentale lucht aangevoerd. De jaarlijkse gang boven West-Europa is dan ook een stuk kleiner dan die van de oostkust van Amerika.